# Caraz
Caraz est une ville du Pérou et le chef-lieu de la province de Huaylas, dans la région d'Ancash. Sa population s'élevait à 23 841 habitants en 2002 (INEI).
Le Río Santa, un des fleuves les plus importants du Pérou, s'écoule en contrebas de la ville. Le district de Caraz a une superficie de 246,52 km2. 

## Les attractions touristiques

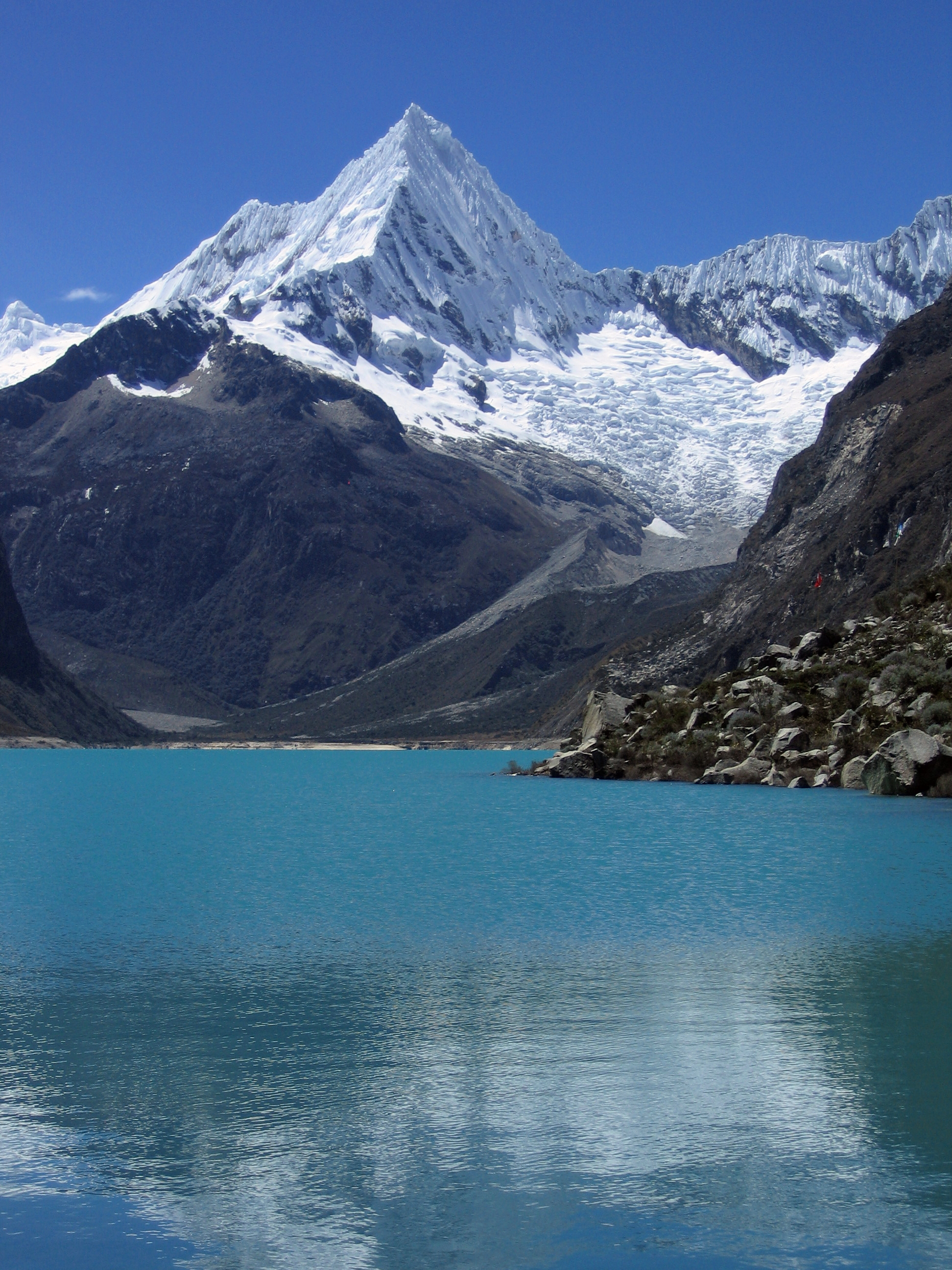
Le lac Parón.

- Le Lac Parón est le plus grand lac de la Cordillera Blanca, situé à 32 km à l'Est de la ville, à 4 200 m, entouré de 15 sommets.
- Le Cañón del Pato est une formation rocheuse, résultant de l'approche de la cordillère Blanche et la cordillère Noire, 22 km au nord de la ville.
- La Puya Raimondi est la plus grande fleur du monde, à 4 200 m au Huashta Punta Pass, sur la cordillère Noire, 45 km à l'ouest de la ville.
- Tumshukayko est un pré-Inca datant d'environ 3 000 ans. Un travail de la pierre fine a été réalisé sur ce qu'il semble être un lieu de culte, 1 km au nord de la Plaza de Armas.
- La vallée Santa Cruz, 28 km au nord de la ville, c'est le célèbre trek de 4 jours Santa Cruz - Llanganuco, qui conduit à visiter le non moins célèbre Alpamayo (5 947 m) et l'Artesonraju (6 025 m).
- Le parc national de Huascaran de 340 000 ha, ayant un accès à partir de Quebrada Paron, de Quebrada Santa Cruz, et de Quebrada Los Cedros.

Caraz est un bon point de départ pour les treks dans la cordillère Blanche, et la cordillère Huayhuash.